# کیم کیونگ نام
کیم کیونگ نام (کره‌ای: 김경남؛ زادهٔ ۲۱ دسامبر ۱۹۸۹) بازیگر اهل کره جنوبی است. او بیشتر به خاطر ایفای نقش در دفترچه زندان (۲۰۱۷–۲۰۱۸)، بیا و بغلم کن (۲۰۱۸)، سرزمین ستارگان (۲۰۱۸)، بازرس ویژه کار (۲۰۱۹)، پادشاه: سلطنت ابدی (۲۰۲۰) و خواهران انقلابی (۲۰۲۱) شناخته می‌شود.